# Cyclotropus
Sous-genre
Cyclotropus est un sous-genre d'insectes coléoptères de la famille des Lucanidae, de la sous-famille des Lucaninae et du genre Prosopocoilus.

## Systématique
Le sous-genre Cyclotropus a été créé en 1913 par les entomologistes français Charles Oberthür (1845-1924) et Constant Houlbert (1857-1947).

## Liste des espèces
Selon BioLib (6 août 2022) :
- Prosopocoilus erici Bomans, 1992
- Prosopocoilus faber Thomson, 1862
- Prosopocoilus henryi (Arrow, 1935)
- Prosopocoilus inquinatus Westwood, 1848
- Prosopocoilus katanganus Bomans, 1967
- Prosopocoilus leonardi Bouyer, 2017
- Prosopocoilus modestus Parry, 1864
- Prosopocoilus occipitalis Hope & Westwood, 1845
- Prosopocoilus oweni (Hope & Westwood, 1845)
- Prosopocoilus politus (Parry, 1862)
- Prosopocoilus rubens Didier, 1927
- Prosopocoilus sericeus (Westwood, 1844)
- Prosopocoilus specularis Boileau, 1904
- Prosopocoilus sylvicapra Kriesche, 1932
- Prosopocoilus wimberleyi Parry, 1875